# 粟屋剛
粟屋 剛（あわや・つよし、1950年12月13日 - ）は、日本の生命倫理学者。岡山大学名誉教授。岡山大学、岡山商科大学教授、放送大学岡山学習センター客員教授等を歴任。政治家。

## 来歴
1950年12月、山口県美祢（みね）市生まれ。1969年3月、山口県立大嶺高等学校卒業、1973年3月、九州大学理学部卒業、1978年3月、同法学部卒業、その後、宇部短期大学助手、西南学院大学大学院法学研究科博士課程、徳山大学経済学部教授等を経て、2002年4月より岡山大学大学院医歯（薬）学総合研究科生命倫理学分野教授。2016年3月、定年退職、同大学名誉教授。同年4月より岡山商科大学法学部教授（2023年3月定年退職）。2017年4月～2019年3月、同大学法学部長兼同大学大学院法学研究科長。2021年4月～2023年3月、同大学副学長。2023年4月、同大学特任教授。ほか、2019年4月、北海道釧路市市議会議員当選（～2023年4月）。
専門は生命倫理及び医事法。これまでに、日本生命倫理学会理事、日本人権教育研究学会理事、日本医学哲学倫理学会評議員等を務めた。ほか、国際臨床生命倫理学会（International Society for Clinical Bioethics）会長、アジア生命倫理学会（Asian Bioethics Association）副会長等も務めた。
2006年11月、第18回日本生命倫理学会年次大会を主催。2011年11月、第41回日本医事法学会年次大会を主催。ほか、日本国内にて複数の国際学会を主催。
1990年代、EBB（Evidence Based Bioethics) を標榜し、インド、フィリピンにおける臓器売買、中国における死刑囚からの臓器移植、アメリカにおける人体商品化などについての実態調査を行う。インドの臓器売買調査については、ワシントンポスト紙やロサンゼルスタイムズ紙にも紹介されている。中国の死刑囚移植については、1998年6月、アメリカ連邦議会（下院）に招かれ、証言及び意見陳述を行う。アメリカの人体商品化調査等については概要を『人体部品ビジネス』（1999年、講談社選書メチエ）に報告している。
著書（単著、編著、共著）は約40冊。著書に収載されたものを含めて論文等約120篇。それらの一部は、北海道大学、山口大学、高知大学などの入学試験問題としても使われている。2007年1月、アメリカの『生命倫理百科事典（Encyclopedia of Bioethics）』全5巻3000頁の翻訳[約300人の分担翻訳]を編集代表として出版。その後、生命倫理学の最高峰とされる 『シリーズ生命倫理学 全20巻』 [総執筆者約250人] を編集代表としてリリースした（2013年配本完結）。
教育面においては、教材として『生命倫理学/医療と法 講義スライドノート』を開発したほか、学生が選ぶ第1回岡山大学ベストレクチャー賞（講義名：生命倫理学入門[オムニバス形式]）を受賞（2013年11月）した。
社会活動（社会貢献）としては、2013年に主催した生命倫理国際シンポジウム（北海道釧路市）をきっかけに、北海道釧路市や釧路市医師会とタイアップして、毎年、釧路生命倫理フォーラムを総責任者として開催してきている。また、生命倫理の専門家として内閣府に招かれ講演したほか、科学研究費助成事業の審査委員も長く務めるなどしてきた。
更新：2023年6月21日（岡山商科大学教員プロフィール等を参照）

## 経歴
- 1950年12月 - 山口県美祢市出身
- 1969年3月 - 山口県立大嶺高等学校卒業
- 1973年3月 - 九州大学理学部化学科卒業
- 1978年3月 - 九州大学法学部卒業
- 1981年4月 - 宇部短期大学助手
- 1983年3月 - 西南学院大学大学院法学研究科博士後期課程満期退学 (法学修士)
- 1983年4月 - 宇部短期大学専任講師
- 1988年4月 - 宇部短期大学助教授
- 1990年4月 - 徳山大学経済学部助教授
- 1995年4月 - 徳山大学経済学部教授
- 2001年6月 - 岡山大学より博士(医学)の学位を授与される。タイトルは『死体解剖保存と遺族ないし本人の承諾-医事法･生命倫理の視点から-』[1]。
- 2002年4月 - 岡山大学大学院医歯(薬)学総合研究科教授
- 2016年4月 - 岡山大学名誉教授
- 2016年4月- 岡山商科大学法学部教授[2]（2023年3月）
- 2016年4月 - 放送大学岡山学習センター客員教授[3]（～2021年3月 ）
- 2017年4月 - 岡山商科大学法学部長兼同大学大学院法学研究科長（～2019年3月）
- 2019年4月 - 釧路市議会議員[4]（～2023年4月）
- 2021年4月 - 岡山商科大学副学長（～2023年3月）
- 2023年4月 - 岡山商科大学特任教授

## 研究テーマ
2019年3月17日時点
- 臓器売買に関する実証的研究
- 脳死・臓器移植に関する倫理的、法的、社会的問題の研究
- 人体資源化・商品化論
- 人体所有権論
- エンハンスメント論及び人間改造論
- 文明論的生命倫理に関する研究

## 論文・著書

### 論文[学会誌等]
(1)「脳死説と死の概念」生命倫理第4巻第1号21-24頁、1994年
(2)Rothman DJ, Rose E, Awaya T, Cohen B, Daar A, Dzemeshkevich SL, Lee CJ, Munro R, Reyes H, Rothman SM, Schoen, KF, Scheper-Hughes N, Shapira Z, Smit H, The Bellagio Task Force Report on Transplantation, Bodily Integrity, and the International Traffic in Organs, Transplantation Proceedings, Vol.29, pp.2739-2745, 1997
(3)Awaya T, Organ Transplantation and the Human Revolution, Transplantation Proceedings, pp.1317-1319, Vol.31, 1999
(4)「死体解剖保存と遺族ないし本人の承諾 - 医事法/生命倫理の視点から -」岡山医学会雑誌第113巻第2号141-157頁、2001年
(5)Awaya T, Medical Technologies V.S. Human Dignity: Commodification of the Human Body and the Moral Cost, Formosan Journal of Medical Humanities, Vol.2, No.1&2, pp.99-105, 2001
(6)「再生医療のもう一つの倫理問題」再生医療第2巻第4号104-107頁、2003年
(7)「再生医療のもう一つの倫理問題」岡山歯学会雑誌第22巻第2号249-252頁、2003年（粟屋剛「再生医療のもう一つの倫理問題」再生医療第2巻第4号104-107頁、2003年の再録[依頼による]）
(8)「ヒトES細胞に尊厳はあるか」再生医療第4号91-96頁、2005年
(9)Awaya T, Common Ethical Issues in Regenerative Medicine, Journal International De Bioethique (=International Journal of Bioethics), Vol.16, No.1-2, pp.69-75, 2005
（「再生医療のもう一つの倫理問題」再生医療第2巻第4号104-107頁、2003年を雑誌発行責任者（Judge Christian Byk）の依頼により英訳、掲載）
(10)「人遺伝情報に関する国際宣言 International Declaration on Human Genetic Data」岡山医学会雑誌第116号297-303頁、2005年
(11)「代行判断者を立てるべきか否かを決定するための患者の判断能力の有無の判定 基準たる判断能力の概念について」日本臨床麻酔学会誌第26巻第3号309-314頁、2006年
(12)「輸血拒否の生命倫理 - 親が子供の輸血を拒否する場合に医師はその意向を尊重すべきか -」臨床麻酔第31巻第2号175-180頁、2007年
(13)「輸血の可否 - 「宗教的輸血拒否に関するガイドライン」を契機として -」日本臨床麻酔学会誌第28巻第3号513-519頁、2008年
(14)Ueda N, Kushi N, Nakatsuka M, Ogawa T, Nakanishi Y, Shishido K, Awaya T, Study of Views on Posthumous Reproduction, Focusing on Its Relation with Views on Family and Religion in Modern Japan, Acta Medica Okayama, Vol.62, No.5, pp.285-296, 2008
(15)Awaya T, Siruno L, Toledano SJ, Aguilar F, Shimazono Y, Castro LD, Failure of Informed Consent in Compensated Non-related Kidney Donation in the Philippines, Asian Bioethics Review [Online Journal], Vo1.1, No.2, 2009
(16)于麗玲, 塩見佳也, 加藤穣, 宍戸圭介, 池澤淳子共著「中華人民共和国母嬰保健法にみる「優生優育」政策」生命倫理第23巻第1号125-133頁、2013年[査読あり]
(17)船木祝, 山本武志, 旗手俊彦共著「高齢者の一人暮らしを支えている精神的・社会的状況」北海道生命倫理研究第3号13-26頁、2015年[査読なし、依頼原稿]
(18)「手術誘引研究序論」北海道生命倫理研究第7巻51-54頁、2019年
(19)船木祝, 宮嶋俊一, 山本武志共著「個人と共同体の混合形態 - 一人暮らし高齢者の生活 -」北海道生命倫理研究第7巻19-35頁、2019年

### 論文[紀要等]
(20)「判例における説明・承諾の法的構成」西南学院大学大学院法学・経営学論集第6号1-20頁、1981年
(21)「説明・承諾の法的構成についての一考察」宇部短期大学学術報告第18号23-27頁、1982年
(22)「麻酔手術中の悪性過高熱による患者の死亡事故につき麻酔担当医に術前の問診義務違背はないとした事例（下級審民事判例研究）」西南学院大学法学論集第14巻第4号77-92頁、1982年
(23)「医師の説明ないし承諾取得の瑕疵に起因する損害」西南学院大学大学院法学研究論集第1号27-56頁、1982年
(24)「ディーラーがサブディーラーとの所有権留保特約に基づいてユーザーに対し自動車の引渡しを請求することと権利濫用（下級審民事判例研究）」西南学院大学法学論集第15巻第3号87-100頁、1983年
(25)「医師の説明義務違反〈承諾なき手術〉と患者の死亡との間の因果関係（医療過誤民事判例研究）」宇部短期大学学術報告第19号37-42頁、1983年
(26)「高齢の患者が全身麻酔による両側陰のう水瘤の手術後併発した急性気管支肺炎により死亡した場合につき、医師の治療選択方法、手術の時期の選択及び術後処置に誤りはなく、また説明義務違反もないとした事例（下級審民事判例研究）」西南学院大学法学論集第16巻41-58頁、1983年
(27)「患者が悪性骨腫瘍で死亡した場合につき、医師の過失と患者の死亡ないし死期が早められたこととのあいだの因果関係を否定し、さらに、いわゆる期待権侵害理論をとらないとした事例（下級審民事判例研究）」西南学院大学法学論集第16巻第4号69-83頁、1984年
(28)「悪性の脳腫瘍（アストロサイトーマ）を摘出した場合に、その病名を告げるか否かの判断は医師の裁量の範囲内に属するとした事例（下級審民事判例研究）」西南学院大学法学論集第17巻第1号133-149頁、1984年
(29)「精神病院の病室内におけるうつ病患者の自殺未遂事故につき、担当医師等には治療方法に関し精神科医療の特質に応じた広範な裁量があり、自殺防止措置を取らなかったことが合理性を欠くとはいえず、注意義務違反が認められないとした事例（下級審民事判例研究）西南学院大学法学論集第18巻第2号117-133頁、1985年
(30)「主債務の一部を弁済した共同連帯保証人は、弁済額のうち自己の負担部分の額を超える額についてのみ、他の共同連帯保証人に対して求償することができるとされた事例（下級審民事判例研究）」西南学院大学法学論集第19巻第2号127-136頁、1986年
(31)「請負契約において仕事が未完成に終わった場合の、請負人の報酬請求権の帰趨（下級審民事判例研究）」西南学院大学法学論集第20集第2号121-138頁、1987年
(32)「債権の準占有者に対する弁済が一連の手続として行われ、その手続に複数の者が関与している場合の、「弁済者の過失」判断の対象となる者（下級審民事判例研究）」西南学院大学法学論集第22巻第4号217-227頁、1990年
(33)「死の概念 - 脳死説の位置づけ -」徳山大学論叢第36号1-17頁、1991年
(34)「フィリピンにおける臓器売買」法学セミナー第462号26-30頁、1993年
(35)「臓器売買 - フィリピン・ニュー・ビリビッド刑務所の事例」徳山大学論叢第39号1-15頁、1993年
(36)「ネオ・カニバリズム試論」思想のひろば第3号29-47頁、1994年
(37)「中国における死刑囚からの臓器移植」法律時報第68巻第9号28-34頁、1996年
(38)Awaya T, The Human Body as a New Commodity, Tokuyama University Review,No.51, pp.141-147, 1999
(39)「人体資源化・商品化と現代的人体所有権」アソシエ第9号101-112頁、2002年
(40)「先端医療技術と生命倫理 - テクノロジーによる人間改造と、その倫理的・社会的限界 -」教育と医学第50巻第11号35-41頁、2002年
(41)「先端医療技術の臨床応用の際の虚偽情報の提供等と患者の人権侵害に関する一考察」財団法人兵庫県人権啓発協会研究紀要第7号65-77頁、2006年
(42)「中国死刑囚移植と生命倫理 - 脳死と注射殺の組み合わせは何をもたらすか -」日中医学第22巻第1号10-13頁、2007
(43)「アジア諸国における生体臓器の提供・移植に関する法制」法律時報第79巻第10号71-75頁、2007年
(44)「病腎移植の『医学的妥当性』と患者の自己決定 - 生命倫理の視点から -」成人病と生活習慣病第37巻第12号1333-1337頁、2007年
(45)Awaya T, Takagi M, Is the Use of So Called Restored Kidneys for Transplantation Ethically Unjustified?, Biomedical Law & Ethics, Vol.3, No.1, pp.69-80, 2009
(46)「生命倫理と法 - 生命倫理基本法構想プロジェクト -」月刊保団連第1124号23-2 8頁、2013年[査読なし、依頼原稿]
(47)Yu L, Kato Y, Shishido K, Doi H, Jin H, Wang J, Ikezawa J, Awaya T,　A Questionnaire Study on Attitudes toward Birth and Child-rearing of University Students in Japan, China, and South Korea, Acta Medica Okayama, Vol.68, No.4, pp.207-218, 2014[査読あり]
(48)「バイオバンクの倫理的、法的、社会的課題」京都府立医科大学雑誌第123巻第8号10-17頁、2014年[査読なし、依頼原稿]
(49)「アジア渡航移植患者の人権」法政論叢第51巻第2号257-269頁、2015年[査読なし、依頼原稿]

### 著書[単著]
(50)『人体部品ビジネス』講談社選書メチエ、東京、1-260頁、1999年（中国語訳： 董炯明訳『出賣器官』（平安叢書）、平安文化有限公司、台湾、1-192頁、2002年）
(51)『現代的人体所有権研究序説』徳山大学総合経済研究所モノグラフ? 1-41頁、 2001年
(52）『生命倫理とその周辺 講義スライドノート』ふくろう出版、岡山、1-122頁、2020年　

### 著書[編著]
(53)編『法律学フローチャート』法律文化社、京都、1996年[粟屋剛「民法」55-107頁執筆]
(54)編『医療テクノロジーと生命倫理』（徳山大学叢書第19号）2000年 [粟屋剛「人体の利用と商品化」1-72頁及び粟屋剛「臓器売買の是非」73-87頁執筆]
(55)金森修共編『生命倫理のフロンティア（シリーズ生命倫理学第20巻）』丸善、東京、2013年 [粟屋剛「生命倫理に何ができるか - その現状と未来に関する覚え書き -」188-205頁執筆] [査読なし]
(56)編『生命倫理学講義スライドノート』ふくろう出版、岡山、2013年 [粟屋剛「患者の自己決定権とインフォームド・コンセント」20-29頁ほか執筆][査読なし]
(57)宍戸圭介, 加藤穣共編『生命倫理学講義スライドノート[第2版]』ふくろう出版、岡山、2015年 [粟屋剛「プライバシーと個人情報」124-139頁ほか執筆][査読なし]
(58)山下登, 宍戸圭介, 加藤穣共編『生命倫理学 / 医療と法 講義スライドノート[33版]』ふくろう出版、岡山、2016年 [粟屋剛「医学研究をめぐる法と倫理」80-99頁ほか執筆][査読なし]

### 著書[共著]
(59)徳本鎮編『判例演習民法総則』九州大学出版会、福岡、1982年[粟屋剛「条件成就の妨害」84-85頁及び粟屋剛「期限の利益の放棄」86-87頁執筆]
(60)法と生活研究会編 『法と生活（第5版）』創言社、福岡、1991年[粟屋剛「老いと病い」39-69頁執筆]
(61)道広泰倫・藤井浩二編『現代法学講義』法律文化社、京都、1992年[粟屋剛「財産と法」93-121頁及び粟屋剛「家族と法」122-137頁執筆]
(62)法と生活研究会編『法と生活（第6版）』創言社、福岡、1994年[粟屋剛「生命と倫理・法」255-268頁及び粟屋剛「環境と倫理・法」269-275頁執筆]
(63)田代俊孝編『いのちの未来・生命倫理』法蔵館、京都、1996年[粟屋剛「臓器売買の諸問題」69-156頁執筆]
(64)山口研一郎編『操られる生と死 - 生命の誕生から終焉まで -』小学館、東京、1998年［粟屋剛「臓器移植と現代文明」153-172頁執筆］
(65)斎藤隆雄監修・神山有史編『生命倫理学講義』日本評論社、東京、1998年［粟屋剛「臓器移植とヒト革命」71-97頁執筆］
(66)道広泰倫編『現代法学』法律文化社、京都、1999年［粟屋剛「医療と法」190-214頁執筆］
(67)法と生活研究会編『法と生活（第7版）』創言社、福岡、1999年［粟屋剛「医療テクノロジーと法」256-276頁執筆］
(68)薬害ヤコブ病問題シンポジウム実行委員会編『薬害シンドロームを絶て! くりかえされた悲劇薬害ヤコブ病』ケイ・アイ・メディア、埼玉（春日部）、2000年［粟屋剛「日米における組織移植をめぐる現状と問題点」100-110頁執筆］
(69)加茂直樹編『社会哲学を学ぶ人のために』世界思想社、京都、2001年［粟屋剛「現代医療 - 人体の資源化・商品化と人間の尊厳 -」180-189頁執筆］
(70)藤尾均・酒井明夫・中里巧・森下直貴・盛永審一郎編『生命倫理事典』太陽出版、東京2002年［粟屋剛「異種移植」40-41頁、「臓器売買」600-601頁、「臓器不足」601-602頁、「脳死身体の利用」721-722頁、「ヒト組織バンク」761頁執筆］
(71)西日本生命倫理研究会編『生命倫理の再生に向けて』青弓社、東京、2004年［粟屋剛「人間は翼を持ち始めるのか? - 近未来的人間改造に関する覚書」149-193頁執筆］
(72)中岡成文編『生命（岩波応用倫理学講義第1巻）』岩波書店、東京、2004年［粟屋剛「人間改造」203-223頁執筆］
(73)伏木信次・樫則章・霜田求編『生命倫理と医療倫理』金芳堂、京都、2004年［粟屋剛「ヒト組織・細胞等をめぐる社会的、法的、倫理的問題」134-141頁執筆］
(74)加藤良夫編『実務医事法講義』民事法研究会、東京、2005年［粟屋剛「生命倫理総説」267-276頁及び粟屋剛「脳死と臓器移植」294-308頁執筆］
(75)宇都木伸・町野朔・平林勝政・甲斐克則編『医事法判例百選』（別冊ジュリスト第183号）有斐閣、東京、2006年［粟屋剛「腎臓移植ドナーの承諾のない心停止前のカテーテル挿入行為 - 関西医科大学病院事件」94-95頁執筆］
(76)Rallapalli R, Bali G (eds.), Bioethics and Biosafety, APH Publishing Corporation, India, 2007 [Awaya T, Common Ethical Issues in Regenerative Medicine, pp.1-8] （Journal Internatinal De Bioethique, Vol.16, No.1-2, pp.69-75, 2005の再録[依頼による]）
(77)町田宗鳳・島薗進編『人間改造論 - 生命操作は幸福をもたらすのか』新曜社、東京、2007年［粟屋剛「エンハンスメントに関する小論 - 能力不平等はテクノ・エンハンスメントの正当化根拠になるか」76-89頁執筆］
(78)伏木信次・樫則章・霜田求編『生命倫理と医療倫理（改訂第2版）』金芳堂、2008年［粟屋剛「ヒト組織・細胞等をめぐる社会的、法的、倫理的問題」140-148頁執筆］（伏木信次・樫則章・霜田求編『生命倫理と医療倫理』金芳堂、京都、2004年［粟屋剛「ヒト組織・細胞等をめぐる社会的、法的、倫理的問題」134-141頁執筆］の加筆・改訂版）
(79)上田昌文・渡部麻衣子編『エンハンスメント論争 [身体・精神の増強と先端科学技術]』社会評論社、東京、2008年［粟屋剛「人間は翼を持ち始めるのか? - 近未来的人間改造に関する覚書」218-249頁執筆］（西日本生命倫理研究会編『生命倫理の再生に向けて』青弓社、東京、2004年［粟屋剛「人間は翼を持ち始めるのか? - 近未来的人間改造に関する覚書」149-193頁執筆］の再録[依頼による]）
(80)粟屋剛（編集代表）ほか『生命倫理百科事典（全5巻）』丸善、東京、3300頁、2008年 （Encyclopedia of Bioethics, 3rd Edition, Post SG, et al. (eds.), USAの邦訳）
(81)城下裕二編『生体移植と法』日本評論社、東京、2009年［粟屋剛「アジア諸国における生体臓器の提供・移植に関する法制」193-203頁執筆］（［粟屋剛「アジア諸国における生体臓器の提供・移植に関する法制」法律時報第79巻第10号71-75頁、2007年］の加筆訂正・再録[依頼による]）
(82) Covic A, Gosic N, Tomasevic L (eds.),　From New Medical Ethics to Integrative Bioethics: Dedicated to Ivan Segota in Occasion of His 70th, Pergamena, Croatia,2009　 [Awaya T, Cases of Sick Kidney Transplantation in Japan and Patients' Self-determination, pp. 281-287]
(83)甲斐克則編『ポストゲノム社会と医事法（講座医事法第1巻）』信山社、東京、2009年［粟屋剛「人体商品化論 - 人体商品化は立法によって禁止されるべきか -」87-97頁執筆］
(84)甲斐克則編『レクチャー生命倫理と法』法律文化社、京都、2010年［粟屋剛「生体間移植・臓器売買」114-125頁執筆］[査読なし、依頼原稿]
(85)箕岡真子編『生命倫理 / 医療倫理』日本医療企画、東京、2010年［粟屋剛「臓器移植」74-77頁執筆］[査読なし、依頼原稿]
(86)慶應義塾大学医学部医学教育統括センター編『生命倫理セミナー1』慶應義塾大学出版、東京、2011年［粟屋剛「尊厳死：あなたはどう考えますか」129-160頁執筆］[査読なし、依頼原稿]
(87) Chadwick R, Have H, Meslin E (eds.), Sage Handbook of Health Care Ethics, Sage Publications, UK, 2011 [Awaya T, Ethical, Legal and Social Issues in Brain Death and Organ Transplantation: A Japanese Perspective, pp. 392-401][査読なし、依頼原稿]
(88)慶應義塾大学医学部医学教育統括センター編『生命倫理セミナー2』慶應義塾大学出版、東京、2011年［粟屋剛「臓器売買：その驚くべき現実 - 誰がそれを非難できるのか -」1-38頁執筆］[査読なし、依頼原稿]
(89)倉持武・丸山英二編『脳死・移植医療（シリーズ生命倫理学第3巻）』丸善、東京、2012年［粟屋剛「臓器売買」212-232頁執筆］[査読なし、依頼原稿]
(90)Majima S, Socaciu EM (eds.), Filosofia Japonez&#259; Azi, Editura Universitatii din Bucure&#351;ti, Romania, 2013 [Awaya T, Aspecte legale, etice si sociale in moartea cerebral&#259; &#351;i transplantul de organe: o perspectiv&#259; japonez&#259;, pp.277-298] （Awaya T, Ethical, Legal and Social Issues in Brain Death and Organ Transplantation: A Japanese Perspective, Sage Handbook of Health Care Ethics, Chadwick R, Have H, Meslin E (eds.), Sage Publications, UK, pp. 392-401, 2011 のルーマニア語翻訳版）[査読なし、依頼原稿]
(91)伏木信次・樫則章・霜田求編『生命倫理と医療倫理（改訂第3版）』金芳堂、京都、2014年［粟屋剛「ヒト組織・細胞等をめぐる倫理的、法的、社会的問題」137-146頁執筆］（伏木信次・樫則章・霜田求編『生命倫理と医療倫理（改訂第2版）』金芳堂、京都、2008年粟屋剛「ヒト組織・細胞等をめぐる社会的、法的、倫理的問題」140-148頁執筆］の加筆・再改訂版）[査読なし、依頼原稿]
(92)中塚幹也編『騒がしい精子と卵子』岡山大学・中塚幹也研究室発行（JSPS日本学術振興会科学研究費助成事業2011-2013年度基盤研究B「死後生殖の是非に関する学際的研究」）、2014年［粟屋剛「死後生殖と死後認知 - 松山死後生殖・死後認知請求事件最高裁判決の論理を問う -」68-71頁執筆］[査読なし、依頼原稿] 　
(93)甲斐克則・手嶋豊編『医事法判例百選（第2版）』（別冊ジュリスト第219号）有斐閣、東京、2014年［粟屋剛「病理解剖標本返還請求事件」204-205頁執筆］[査読なし、依頼原稿]
(94)甲斐克則編『臓器移植と医事法』信山社、東京、2015年 [粟屋剛「臓器売買と移植ツーリズム」239-256頁執筆] [査読なし、依頼原稿]
(95)森下直貴編『生命と科学技術の倫理学 - デジタル時代の身体・脳・心・社会 -』丸善、東京、2016年[粟屋剛「欲望の中のヒューマノイド」160-182頁執筆] [査読なし、依頼原稿]
(96)Woesler M, Sass HM (eds.), Medicine and Ethics in Times of Corona, Lit Verlag, Germany, 2020 [Awaya T, Declaration of War on Modern Civilization by the New Coronavirus is a Great Opportunity to Review it, pp.357-364] [査読なし、依頼原稿]

### 翻訳
(97)「フィリピン臓器提供法」徳山大学論叢第37号1-13頁、1992年（1992年に制定されたフィリピンの「An Act Authorizing the Legacy or Donation of All or Part of a Human Body after Death for Specified Purposes 特定の目的のために死体の全部又は一部を遺贈又は贈与することを公認する法律」の邦訳（全訳））
(98)「インド・ヒト臓器移植法」徳山大学論叢第42号1-22頁、1994年（1994年に制定されたインドの「The Transplantation of Human Organs Act ヒト臓器移植法」の邦訳（全訳））
(99)「補償と説明責任 - 現行のシステム -」安全学研究会編『医療事故』ナカニシヤ出版、京都、207-228頁（全332頁）、1998年（Orr C, Compensation and Accountability: The Present System, in Medical Accidents, Vincent C, Ennis M, Audley RJ (eds.), Oxford University Press, London, 1993の邦訳）
(100)「原著序」「原著序論」生命倫理百科事典翻訳刊行委員会編（粟屋剛・編集代表）『生命倫理百科事典（全5巻）』丸善、東京、&#37278;-x&#37278;頁（全3300頁）、2008年（Encyclopedia of Bioethics, 3rd Edition, Post SG, et al. (eds.), USAの邦訳）
(101)「身体の展望」粟屋剛・岩崎豪人編『遺伝子工学と社会』[翻訳書] 溪水社、広島、71-88頁（全181頁）、2012年（Lundin S, Visions of the Body, in Gene Technology and the Public: An Interdisciplinary Perspective, Lundin S, Ideland M (eds.), Nordic Academic Press, Sweden, pp.71-85, 1997の邦訳）
(102) 于麗玲, 宍戸圭介, 中塚幹也共訳「人工生殖法(台湾)＜翻訳＞」岡山商科大学論叢第26号27-36頁、2018年

### 調査報告書
(103)「大牟田地域土壌汚染対策について」『環境科学研究報告集 B246-R40-2 昭和59年度 環境の理念と保全手法』176-187頁、1985年
(104)「水俣病対策としての行政的補償にかんする一考察」『環境科学研究報告集 B246-R40-2 昭和59年度 環境の理念と保存手法』229-245頁、1985年
(105)「インド臓器売買調査報告」徳山大学総研レビュー第4号46-51頁、1993年
(106)「ロボトミーとDBS - 精神障害者の判断能力を巡って -」高木美也子編『独立行政法人新エネルギー・産業技術総合開発機構（NEDO）平成19年度国際共同研究先導調査事業[ニューロサイエンスにおける安全性とわが国のライフサイエンス分野の研究活動への影響] 報告書』143-150頁、2008年

### 学会発表のProceedingsなど
(107) Awaya T, Informed Consent of the Third Type, Proceedings of Losinjski Dani Bioetike, Croatia, pp.30-31, 2003
(108) Awaya T, Why Do Organ Sales and Organ Transplantation from Executed Prisoners Take Place in Asia?, Proceedings of International Congress on Ethical Issues in Brain Death and Organ Transplantation, University of Tsukuba, pp.48-49, 2004
<ほか多数、割愛>

### その他
(109)「継続討議・脳死臓器移植：死の概念 - 脳死説の位置づけ -」月刊新医療第19巻第9号136-139頁、1992年
(110)「数千人の臓器提供者が住むインドの「腎臓村」を訪ねる」世論時報1994年10月号29-31頁、1994年
(111)「ビジネスとしての臓器売買」メディカル朝日第24巻第1号14-23頁、1995年
(112)「臓器移植と臓器売買禁止の是非を問う」月刊ばんぶう（日本医療企画）第164 号62-66頁、1995年
(113)「臓器の商品化は起こらないか」医療'97（メヂカルフレンド社）1997年9月号 40-41頁、1997年
(114)「中国・死刑囚からの臓器移植」いのちジャーナル（さいろ社）1998年2月号6-15頁、1998年
(115)「人体部品産業 - クライオライフ社訪問記 -」セミナー医療と社会第16号79-84 頁、1999年
(116)「人間改造の世紀 - 欲望ビッグバン -」思想のひろば（創言社）第13号77-89頁、 2001年
(117)「医療資源化・商品化した人体 - 1枚のヒト乾燥硬膜の問うもの -」月刊保団連（全国保険医団体連合会）第723号1頁、2001年
(118)「医事法・生命倫理」東京外国語大学留学生日本語教育センター編『日本事情テキストバンク（CD版）』東京外国語大学留学生日本語教育センター日本語教育推進企画部、213-217頁、2003年
<ほか多数、割愛>
(119)「中国移植ツーリズムとは何か」SYNODOS（OPINION）2017年3月2日
＜https://synodos.jp/opinion/international/19188/＞
(49)「アジア渡航移植患者の人権」法政論叢第51巻第2号257-269頁、2015年からの転載（依頼による）
(120)「コロナ禍と現代文明 - 新型コロナウイルスによる我々の現代文明への宣戦布告はそれを見直す絶好のチャンスだ -」縮小社会通信第8号1-11頁、2020年
更新：2022年9月28日

## 学会（及び主要研究会）
- 粟屋剛「請負契約において仕事が未完成に終った場合の、請負人の報酬請求権の帰趨」第77回九州法学会（福岡、1988年5月）
- 粟屋剛「死の概念 - 脳死説の位置づけ -」第4回日本生命倫理学会（京都、1992年11月）
- 粟屋剛「臓器売買の是非について - 「臓器」の「売買」についての倫理的及び法的考察 -」第5回日本生命倫理学会（東京、1993年11月）
- Awaya T, Social, Ethical and Legal Problems Associated with the Sale of Human 　　Organs, 858th Conference of the Rockefeller Foundation at the Bellagio Study and Conference Center (Bellagio, Italy) Sep. 1995
- 粟屋剛「テクノロジーと死生観」第7回日本生命倫理学会（東京、1995年10月）
- 粟屋剛「中国における死刑囚からの臓器移植」第36回中四国法政学会（岡山、1995年11月）
- 粟屋剛「医療テクノロジーによる人間革命」第8回日本生命倫理学会（東京、1996年10月）
- Awaya T, Prohibition of Organ Sales and Commodification of the Human Body , 5th Congress of the Asian Society of Transplantation, Manila, Philippines, Dec. 1997
- Awaya T, Organ Transplantation and the Human Revolution, 17th World Congress of the Transplantation Society , Montreal, Canada, Jul. 1998
- Awaya T, The Human Body as a New Commodity, 4th Congress for Bioethics, Tokyo, Japan, Nov. 1998
- Awaya T, Human Body Parts: A New Commodity for the 2000s, International Conference on Environment and Bioethics at Loyola Institute of Frontier Energy, Madras, India, Jan. 1999
- Awaya T, Human Body Parts and the Human Revolution, 16th International Ethological Conference, Banglore, India, Aug. 1999
- Awaya T, Right to Control One's Own Life and Body, 5th International Tsukuba Bioethics Roundtable, Tsukuba, Japan, Nov. 1999
- 粟屋剛「ヒト組織の利用および商品化 - その現実・法・倫理 -」第11回日本生命倫理学会（千葉、1999年11月）
- Awaya T, Commodification of the Human Body and the Moral Cost, 8th International Congress on Ethics in Medicine, Be'er Sheva, Israel, Nov. 6-8 (7) , 2000
- Awaya T, Human Remodeling Due to Technologies and the Limitations, 1st International Conference of Croatian Bioethics Society, Mali Losinj, Croatia, Sep. 2001
- Awaya T, Human Remodeling Due to Technologies and the Limitations, 7th International Tsukuba Bioethics Roundtable, Tsukuba, Japan, Feb. 2002
- 粟屋剛「テクノロジーによる人間改造とその限界」第14回日本生命倫理学会（広島、2002年11月）
- Awaya T, Human Remodeling Due to Technologies and the Limitations, 7th International Tsukuba Bioethics Roundtable, Tsukuba, Japan, Feb. 2002
- Awaya T, Gene-enhanced Animals and High Efficiency Humanoid Robots: Changing the Notion of "Human" and "Us", 5th Asian Conference of Bioethics, Seoul, Korea, Nov. 2002
- Awaya T, Our Difficult Future: How Should Upgraded Humans Treat High Efficiency Humanoid Robots and Gene enhanced Animals?, 8th International Tsukuba Bioethics Roundtable, Tsukuba, Japan, Feb. 2003
- Awaya T, Cases of Gene Analysis Without Consent in Japan and Legislation to Protect Personal Gene Information, A Japanese and American Dialogue on the Ethical and Social Issues Facing Researchers, Community Groups and Ethics Committees, Tokyo, Japan, May 2003
- 粟屋剛「歯科医療事故の法と倫理」第16回日本口腔診断学会（岡山、2003年6月）
- Awaya T, Informed Consent of the Third Type, 2nd International Conference of Croatian Bioethics Society, Mali Losinj, Croatia, Jun. 2003
- Awaya T, Informed Consent of a Donor and the Ownership of Separated Human Body Parts, International Congress 2003 for European Association of Centres of Medical Ethics, Lisbon, Portugal, Sep. 2003
- Awaya T, Why Do Organ Sales and Organ Transplantation from Executed Prisoners Take Place in Asia?, International Congress: Ethical Issues in Brain Death and Organ Transplantation, Tsukuba, Japan, Nov. 2003
- 粟屋剛「再生医療の法律問題 - 中絶胎児利用は違法か -」第3回日本再生医療学会（東京、2004年3月）
- 粟屋剛「再生医療における胎児利用の法律・倫理問題」第103回岡山医学会総会、2004年6月
- Awaya T, Is Face Transplant Morally Acceptable?, 1st Conference of International Society for Clinical Bioethics, Rijeka, Croatia, Jun. 2004
- 土井英子、粟屋剛ほか「患者の個人情報保護に関する看護師の意識」(共)、第16回日本生命倫理学会（鳥取環境大学、2004年11月）
- Awaya T, Is It Ethically Acceptable for a Physician to Recommend Surgery When his/her Motivation Is To Practice Using Cancer Patients?, 2nd International Conference of International Society for Clinical Bioethics, Taichung, Taiwan, May 2005
- 粟屋剛「大学医学部ないし医科系大学における生命倫理教育の現状と課題」第6回日本人権教育研究学会シンポジウム（神戸、2005年8月9日）
- Awaya T, Transplantation of Organs from Executed Prisoners in China and Bioethics: What Does the New Legislation in China Which Adopts Brain Death Criterion Means?, International Joint Bioethics Congress ("Inter-Cultural Bioethics:Asia And The West") by the Asian Bioethics Association, Sanliurfa, Turkey, Nov. 2005
- Awaya T, Do human embryonic stem cells have dignity?, 2nd Franco-Japanese Bioethics Workshop: Approaching Bioethical Issues in Their Cultural Context, Osaka, Japan, Dec. 2005
- 粟屋剛「ヒトES細胞の研究利用は人間の尊厳を侵害するか?」第5回日本再生医療学会シンポジウム（岡山、2006年3月9日）
- Awaya T, Transplantation of Organs from Executed Prisoners in China and Bioethics: What Does the New Legislation in China Which Adopts Brain Death Criterion Mean?, 3rd International Conference of International Society for Clinical Bioethics, Fukuoka, Japan, Mar.26, 2006
- 粟屋剛「近未来医療は我々をどう変えるか?」大阪大学未来医療シンポジウム[第4回未来医療交流会]（大阪、2006年4月）
- Awaya T, "The Human Body as a Commodity?", Human Cells and Tissues for Transplantation, An International Symposium on Ethical and Policy Issues [Co-sponsorship of the University of Zurich and WHO], Zurich, Switzerland, Jul.17, 2006
- Awaya T, Future of Human Dignity, 8th World Congress of Bioethics (International Association of Bioethics), [Japan-China Forum: Is Human Dignity or Human Right Principle Sustainable for a Future Asian Society?] Beijing, China, Aug. 8, 2006
- 粟屋剛「親がその宗教的信念から子供の輸血を拒否する場合に医師はその意向を尊重すべきか」第12回日本小児麻酔学会大会シンポジウム（徳島、2006年9月9日）
- 粟屋剛「代諾、包括同意および推定同意の妥当性 - 医療用検体の研究利用の同意をめぐって -」第25回日本医学哲学・倫理学会大会第7回生命倫理コロッキウム(大阪、2006年10月27日）
- 粟屋剛「臓器移植に関する法的、倫理的問題」第270回日本泌尿器科学会岡山地方会（岡山、2006年12月9日）
- Awaya T, Bioethics and Law in Japan: Why Is the Transplant So Stagnant in Japan?, China, Korea and Japan Joint Symposium: In Search of New Cooperation and Sub-Regional Identities [Kyushu University Asia Center Symposium] Fukuoka, Japan, Feb. 2, 2007
- Awaya T, Organ Transplantation and Bioethics: Should Transplantation of Diseased Kidneys Be Permitted?, China, Korea and Japan Joint Symposium: In Search ofNew Cooperation and Sub-Regional Identities [Kyushu University Asia Center Symposium] Fukuoka, Japan, Feb. 2, 2007
- 粟屋剛「生命倫理と法律家 - 「生命倫理を法する」のか「法を生命倫理する」のか -」東京大学学術創成プロジェクト「生命工学・生命倫理と法政策」シンポジウム：「生命工学・生命倫理と法 - 法に期待すること、しないこと -」（東京大学、東京、2007年2月3日）
- 粟屋剛「再生医療と生殖医療 - 倫理問題の製造機械 -」第6回日本再生医療学会総会・シンポジウム「生殖医療と再生医療の倫理、その整合性」（パシフィコ横浜、横浜、2007年3月13、14日（13日））
- Awaya T, Is It Morally Acceptable to Use a Cancerous Kidney for Transplantation?, 8th Asian Conference of Bioethics, Bangkok, Thailand, Mar.19, 2007
- Awaya T, International Symposium on 'Organ Trade', Why Now?, International Symposium: The Ethical, Legal and Social Challenge of the Organ Trade In Asia: Current Trends, Future Prospects [Kyushu University Understanding Asia Seminar], Fukuoka, Japan, May 27, 2007
- 粟屋剛「中国の臓器移植政策 - 脳死と注射殺の組み合わせは何をもたらすか -」2007年度アジア政経学会西日本大会（福岡、2007年6月）
- Awaya T, Organ Trade in Asia, Bioethics Seminar of the Center of Biomedical Ethics and Culture, Sindh Institute of Urology & Transplantation, Karati, Pakistan, Aug. 22, 2007
- Awaya T, The Missing Face of the Discussion on Human Dignity: Approaching the Real World, 4th International Conference of International Society for Clinical Bioethics, Aix-en-Provence, France, Sep. 15, 2007
- Awaya T, Cases of Sick Kidney Transplantation in Japan and Patients' Self-determination, UNESCO-Kumamoto University Bioethics Roundtable: Perspectives on Self-determination, Kumamoto, Japan, Dec. 16, 2007
- Is the Human Body a Commodity?, UNESCO Workshop at the University of the Philippines, Manila, Philippines, April 25, 2008
- The Commodification of Human Body and its ELSI, International Symposium of Medical Law against Post-Genome Age: In Commemoration of the Fiftieth Anniversary of Comparative Law Institute at Waseda University, Tokyo, Japan, Jun. 28, 2008
- Awaya T, Are Organs Commodities?, Symposium：Diversity and Universality of Medicine, Culture and Religion on Facing Death and Dying: Interdisciplinary Research in Eastern Asia, Osaka, Japan, Jun. 29, 2008
- Awaya T, Sick Kidney Transplantation and a True Ethics, 9th World Congress of Bioethics: The Challenge of Cross-Cultural Bioethics in the 21st Century, Rijeka, Croatia, Sep. 5, 2008
- Awaya T, Does Inequality of Ability Justify Techno-enhancement?, 9th Asian Bioethics Conference of the Asian Bioethics Association "Bioethics in Asia: Healthy and Productive Life in Harmony with Nature", Jogjakarta, Indonesia, Nov. 3, 2008
- Awaya T, Engineered Humans: Nanotechnologies as a Means of Recreating Human Beings, IVth Japanese-French Symposium on Bioethics and Ethics of Science, Seinan Gakuin University, Fukuoka, Japan, Apr. 17-19, 2009
- Awaya T, Harvesting the Dead: Commodification of the Human Dead Body, First Iranian International Forensic Medicine Congress, Tehran, Iran, May 25-27, 2009
- 粟屋剛「誰が臓器の提供を決めるのか」第21回日本生命倫理学会シンポジウム「臓器移植法を学際的に検討する」（東洋英和女学院大学、横浜、2009年11月14、15日（15日））
- 粟屋剛「臓器の提供意思」大学ネットワーク静岡・科学交流フォーラム「臓器移植の倫理とコンセンサスを考える~改正法の検証をつうじて~」（アクトシティ・コングレスセンター、静岡、2009年12月25日）
- 粟屋剛「輸血の可否 - 「宗教的輸血拒否に関するガイドライン」を契機として -」東北大学病院講演[倫理研修会]（東北大学、仙台、2010年2月5日）
- 粟屋剛「臓器移植をめぐる法と倫理」医学哲学・倫理学会主催の市民公開講座「移植医療：医学と生命倫理学との対話」（吹上ホール、名古屋、2010年2月27日）
- Awaya T, Organ Donation Without Self-determination: Opting-out in Japan, 6th International Conference on Clinical Ethics Consultation, Portland, USA, May 11-14 (12), 2010
- 粟屋剛「商品としての身体 - 腎臓売買から心臓弁の商品化まで -」アジア太平洋自由学校講座「いのちの値段 - グローバル化と科学技術・倫理」（アジア太平洋自由学校、東京、2010年6月15日）
- 粟屋剛「臓器提供と自己決定 - 改正臓器移植法の問題点 -」第2回岐阜リビング・ウイルのあり方を考える会（じゅうろくプラザ、岐阜、2010年7月17日）
- 粟屋剛「りんりとすずむし - 倫理の弱体化と復権 -」第44回日本てんかん学会[教育講演]（岡山コンベンションセンター、岡山、2010年10月16日）
- 粟屋剛「ガイドラインを守っていれば安全・安心か? - 「宗教的輸血拒否に関するガイドライン」を契機として -」第30回日本臨床麻酔学会パネルディスカッション「法とガイドラインの落とし穴」（アスティ徳島、徳島、2010年11月4-6日（4日））
- Awaya T,　Should Commodification of the Human Body be Prohibited by Law?, 2010 French-Chinese Law and Bioethics Conference, Shanghai, China, Nov. 12, 2010
- 粟屋剛「改正臓器移植法に見る臓器提供意思表示方式は倫理的に正当化可能か?」日本生命倫理学会第22回年次大会シンポジウム「臓器移植をめぐる医学と生命倫理学との対話」（藤田保健衛生大学、豊明、2010年11月20日）
- 粟屋剛「アジアへの移植ツーリズム - その現実・法・倫理 -」リプロダクション研究会主催・公開講演会「国境を越える身体とツーリズム」（明治学院大学、東京、2011年1月22日）
- Awaya T, Robo-law: Human Rights of Robots?, 5th French-Japanese Conference on Bioethics (International Conference on Ethics, Law and Science) "Robotics and Medicine", Toulouse University, Toulouse, France, Mar. 24-26(26), 2011
- Awaya T, Do We Humankind Need Androids?, 8th Conference of International Society for Clinical Bioethics "Advanced Technologies and Bioethics", Moscow University for the Humanities, Moscow, Russia, Sep. 7-8 (7), 2011
- 粟屋剛「多能性幹細胞と文明・欲望・テクノロジー - ヒトES / iPS細胞等から生殖細胞を作製し、それによって胚 / 個体を作出することに係る生命倫理 -」内閣府総合科学技術会議第63回生命倫理専門調査会（内閣府別館、東京、2011年9月28日）
- 粟屋剛「臓器提供と自己決定 - 倫理抑制剤の服用 -」第7回日本移植・再生医療看護学会学術集会シンポジウム（岡山大学、岡山、2011年10月1日）
- 粟屋剛「ロボロー - ロボットに人権はあるか? -」第23回日本生命倫理学会年次大会シンポジウム「ロボティクスをめぐる倫理と法」（早稲田大学、東京、2011年10月15、16日（15日））
- Awaya T, How Should Robots Treat Humans?：Future Relationship Between Humans and Humanoid Robots, GCOE Italy-TWIns-Waseda 2011 Symposium "New Critical Challenges in Robotics", Waseda University, Tokyo, Japan, Nov. 10-11(11), 2011)
- 粟屋剛「自己決定とリビング・ウイル  - 移植医療と終末期医療を素材として - 」第6回岐阜リビング・ウイルのあり方を考える会（じゅうろくプラザ、岐阜、2011年11月19日）
- 粟屋剛「倫理委員会の倫理的責任」第44回医学系大学倫理委員会連絡会議（岡山グランヴィアホテル、岡山、2012年2月3、4日（3日））
- 粟屋剛「文明論的生命倫理の視点からゲノム問題を考える」信州大学生命倫理シンポジウム（信州大学、松本、2012年7月7日）
- Awaya T, Bioethics as a power for improving human life, 9th Conference of International Society for Clinical Bioethics "Global and Deep Bioethics" and "From New Medical Ethics to the Integrative Bioethics", University of Rijeka, Rijeka, Croatia, Sep. 23-25(24), 2012
- 粟屋剛「医療倫理 - 真の倫理VS見せかけの倫理 -」第48回日本医学放射線学会秋季臨床大会・教育講演（長崎ブリックホール、長崎、2012年9月28、29日（28日））
- 粟屋剛「iPS細胞と未来文明」四国大学特別講演（四国大学、徳島市、2012年11月13日）
- 粟屋剛「医療倫理 - 倫理と倫理指針はどう違うか -」日本婦人科腫瘍学会第53回学術講演会「教育・倫理セミナー1」（岡山コンベンションセンター、岡山、2012年11月23、24日（23日））
- 粟屋剛「医療倫理 - 倫理指針の本質 -」第442回日本医学放射線学会関東地方会定期大会[倫理講習会講演]（秋葉原コンベンションホール、東京、2012年12月8日）
- Awaya T, What is‘Civilizational Bioethics’?, 10th Conference of International Society for Clinical Bioethics “Reconstructing Bioethics”, Kushiro Tourism and International Relations Center, Kushiro, Hokkaido, Japan, 30-31 (30), Aug. 2013
- 粟屋剛「渡航移植禁止は倫理的か - 中国移植ツーリズム調査結果をベースとして -」第32回日本医学哲学・倫理学学会大会（大阪歯科大学、大阪府枚方市、2013年10月19-20日(19日)
- Awaya T, Global and Regional Perspectives of Bioethics: Proposal for a 'Bioethics Community Without National Borders', 11th International Scientific Conference of International Society for Clinical Bioethics "Bioethics and Medical Ethics: Dialogues of the 21st century", Kazan State Medical University, Kazan, Republic of Tatarstan, Russia, 10-11 (10) , Oct. 2014
- Awaya T, Macro-bioethics: a "Bioethics Community Without National Borders", 15th Asian Bioethics Conference of the Asian Bioethics Association, Ritsumeikan Asia Pacific University, Beppu, Oita, Japan, 1 (2)-9, Nov. 2014
- 粟屋剛「アジア渡航移植患者の人権」第121回日本法政学会シンポジウム「岡山発わが国の政策課題への処方箋　医療政策と法 - 医療を取り巻く諸政策を中心として」（岡山大学、2014年11月15-16日（15日））
- 粟屋剛「文明論的生命倫理の視点からみた未来的健康長寿社会のユートピアと逆ユートピア」第3回国際先端生物学・医学・工学会議シンポジウム「最先端医療がもたらす国際社会の先駆けとなる健康長寿社会の実現 - 科学技術の安全活用」（名古屋大学、2015年1月15-16日（15日））
- 宍戸圭介・加藤穣・粟屋剛「出自を知る権利」中塚科研[配偶子・性腺凍結保存に伴う「生殖年齢の変化」と「商品化」に関する学際的研究]生命倫理セミナー「生と死の倫理」（岡山大学、2015年6月25日）
- Awaya T, Singularity and bioethics, 12th International Scientific Conference of the International Society for Clinical Bioethics "Bioethics in the Future: Technicization of the Man or Humanization of the Science?", Bol, Croatia, Sep. 21-22(22), 2015
- 粟屋剛「手術誘引の倫理性」第45回日本医事法学会ワークショップ「医療における医師の裁量と患者の自己決定権の関係」（北海道大学、札幌市、2015年10月31日-11月1日（10月31日））
- Awaya T, Why Humanoid? Robots to Fulfill Human Desires, 16th Asian Bioethics Conference (De La salle University, Manila, Philippines, Nov. 3-5(5), 2015
- 粟屋剛「中絶をめぐる生命倫理」(母体保護法指定医師研修会、岡山県医師会館、岡山市、2016年5月22日）
- 粟屋剛「商品としての凍結配偶子」中塚科研[配偶子・性腺凍結保存に伴う「生殖年齢の変化」と「商品化」に関する学際的研究]生命倫理セミナー「生と死の倫理：健康な女性の卵子凍結を考える（岡山大学、岡山市、2016年6月17日）
- 粟屋剛「粒子線治療の説明義務 - 医師ないし医療機関は患者に粒子線治療のオプションがあることを告げるべきか -」第3回釧路国際生命倫理サマースクール&ラウンドテーブル（The 3rd Kushiro International Summer School and Roundtable in Bioethics）シンポジウム「先端医療における医師の裁量と説明義務」（釧路市観光国際交流センター、釧路市、2016年8月13-17日（15日））

## 科学研究費
科学研究費取得状況：粟屋剛

### 研究代表者
1. 「手術誘引」の研究 基盤研究（C）2017.4.1 - 2020.3.31
2. アジア移植ツーリズムに関する社会調査の実施とそれに基づくELSIの検討 基盤研究（C）2014.4.1 - 2018.3.31
3. 中国移植ツーリズムに関する社会調査の実施とそれに基づくELSIの検討 基盤研究（C）2011 - 2013
4. 医療テクノロジー及び市場経済による人体商品化現象の解明を行う学際的・総合的研究 基盤研究（B）2005 - 2008

### 研究分担者
1. 「現代における診療拒否の諸相」の解明を通じた医療提供及び患者支援に関する研究 基盤研究（C）2022.4.1 - 2026.3.31
2. LGBTQ 当事者の家族形成実現とライフプラン教育の社会実装への相互深化モデル形成 基盤研究（C）2022.4.1 - 2026.3.31
3. 新型コロナウイルス感染症拡大下における、独居高齢者の孤立化に関する実証的研究 基盤研究（C）2021.4.1 - 2024.3.31
4. 「新しい診療拒否」に関する学際的研究 基盤研究（C）2019.4.1 - 2022.3.31
5. ハンセン病医療倫理学の創出に向けた学術的基盤の構築とカリキュラム開発 基盤研究（B）2018.4.1 - 2021.3.31
6. 認知症患者の人権保障に向けた学際的研究 挑戦的研究（萌芽）2017.6.30 - 2020.3.31
7. 配偶子凍結保存の増加と「ライフプラン」「ジェンダー観」の変化に関する学際的研究 基盤研究（B）2017.4.1 - 2021.3.31
8. 高度先端医療の説明義務と裁量に関する倫理・法・社会的視点からの複合的研究 基盤研究（C）2016.4.1 - 2020.3.31
9. 北海道における高齢者の孤立化に関する発展的研究 基盤研究（C）2016.4.1 - 2019.3.31
10. 配偶子・性腺凍結保存に伴う「生殖年齢の変化」「商品化」に関する学際的研究 基盤研究（B）2014.4.1 - 2017.3.31
11. わが国における歯科医療倫理学の構築のための発展的研究 基盤研究（C）2013.4.1 - 2017.3.31
12. 都市部及び農村地域における高齢者の孤立化に関する実証的・文献学的研究 基盤研究（C）2013.4.1 - 2016.3.31
13. 医師の裁量権に関する倫理・法・社会的視点からの複合的研究 基盤研究（C）2012.4.1 - 2015.3.31
14. 病腎移植に関する諸調査の実施とそれに基づく倫理問題の検討 基盤研究（C）2011 - 2013
15. 死後生殖の是非に関する学際的研究 基盤研究（B）2011 - 2014
16. 終末期医療における経管栄養法開始の決定と患者の判断能力 基盤研究（C）2010 - 2012
17. わが国における歯科医療倫理学の構築のための基盤的研究 基盤研究（C）2010 - 2012
18. 先端科学技術の「倫理」の総合的枠組みの構築と現場・制度への展開 基盤研究（B）2010 - 2014
19. 臨床医工学をめぐるコミュニケーション・モデルの構築に向けて 基盤研究（B）2009 - 2012
20. 先端医学研究に関わる政策形成および倫理審査についての日欧比較研究 基盤研究（B）2005 - 2007
21. 脳死・臓器移植に関する比較宗教学的研究 基盤研究（B）2002 - 2005
22. 21世紀日本の重要諸課題の総合的把握を目指す社会哲学的研究 基盤研究（B）2001 - 2003